# Muzeum II Wojny Światowej

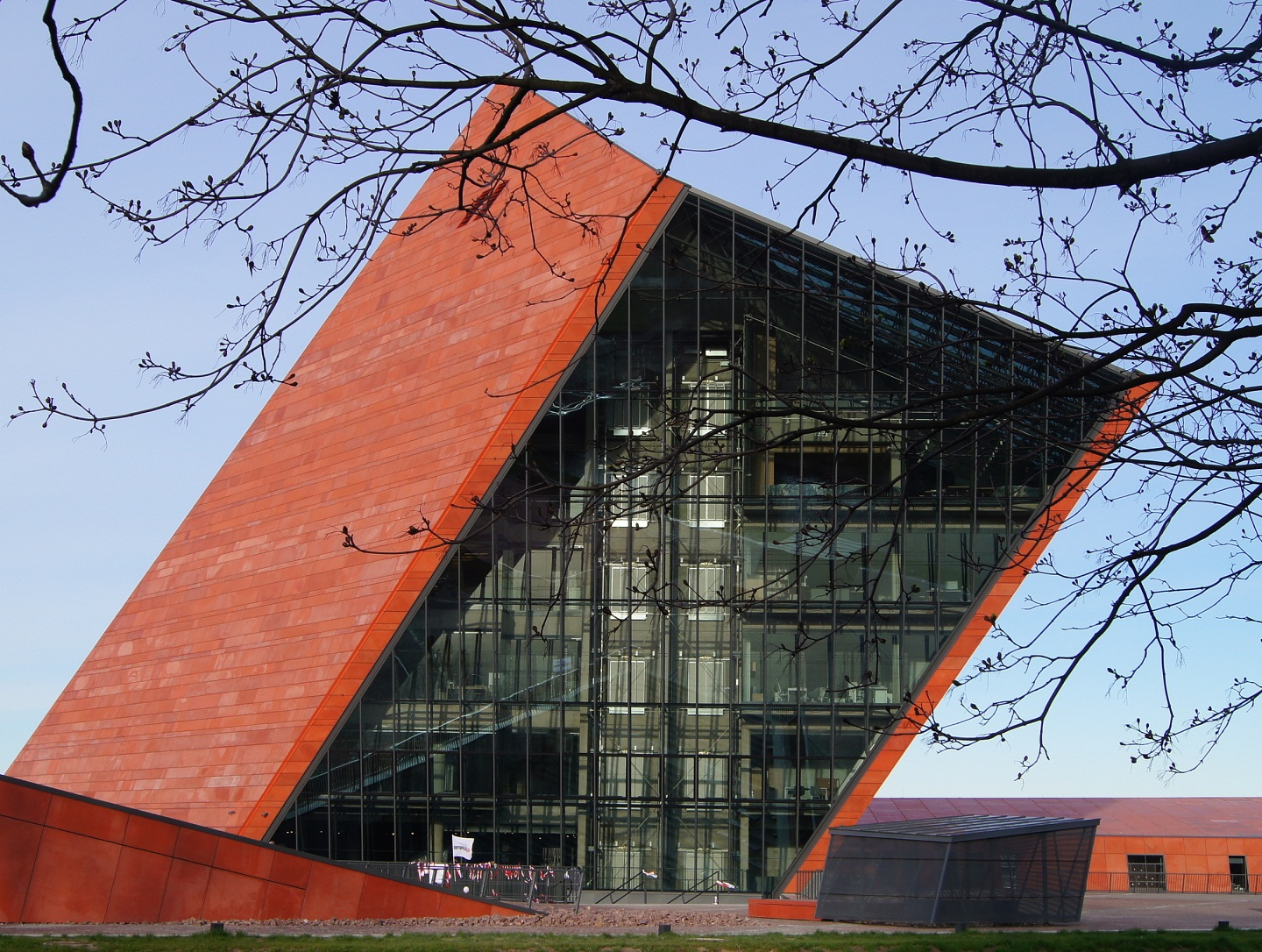
Das Museum des Zweiten Weltkriegs (Muzeum II Wojny Światowej) in Danzig

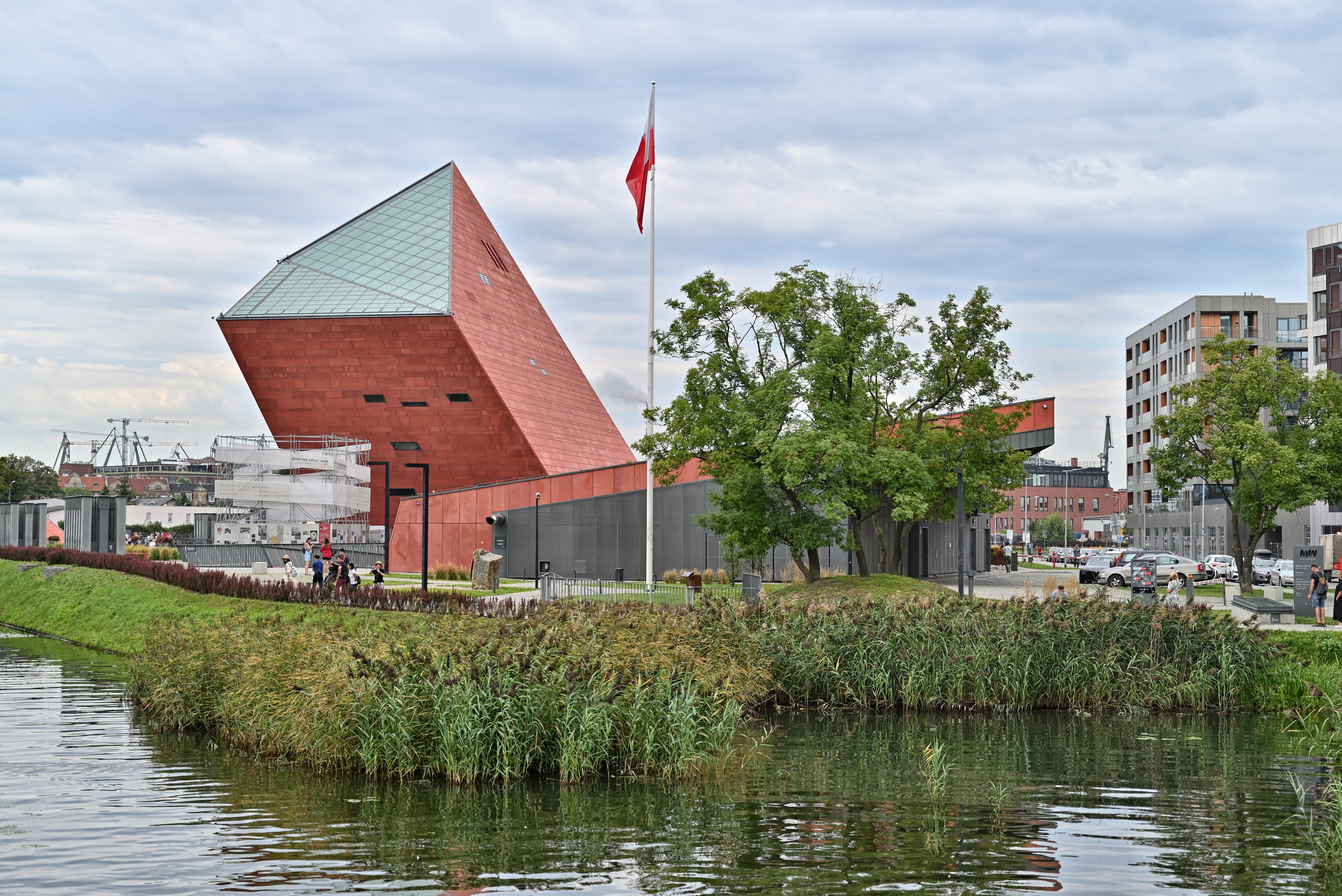
Ansicht von Osten

Das Muzeum II Wojny Światowej (polnisch für „Museum des Zweiten Weltkrieges“, abgekürzt MIIWŚ) in Gdańsk (Danzig) wurde nach ca. achtjähriger Planungs- und Bauzeit am 23. März 2017 offiziell eröffnet. Bereits nach zwei Wochen wurde das eigenständige Museum mit dem in Gründung befindlichen Westerplatte-Museum zusammengelegt. Das Museum wird seit April 2024 von Rafał Wnuk geleitet.

## Kontroverse

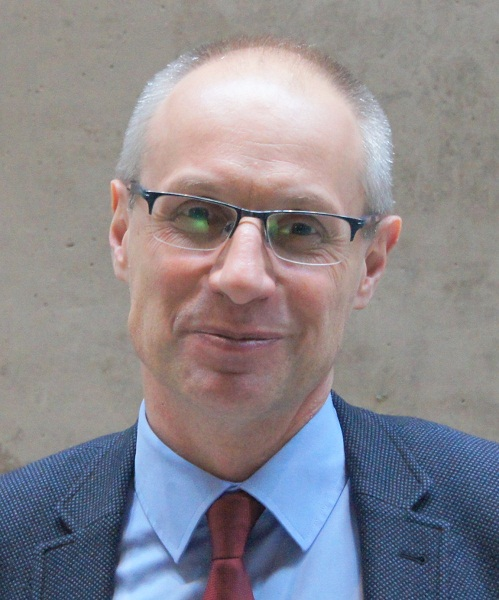
Gründungsdirektor Paweł Machcewicz (6. April 2017)

Im Januar 2017 war das Muzeum II Wojny Światowej vom Gründungsdirektor Paweł Machcewicz mehrere Tage für das interessierte Publikum zunächst provisorisch geöffnet worden. Das von der Regierung Donald Tusks 2008/09 geplante Museum ist das erste dieser Art im Nachkriegs-Polen. Laut Machcewicz zeigt die Hauptausstellung des Museums die Besonderheiten der Erfahrungen weiter Bevölkerungsteile in Polen während des Krieges und fügt sie in den europäischen Kontext ein.
Die Museumskonzeption begleitet ein Streit zwischen verschiedenen Behörden und Beteiligten. Die spätere Nachfolgeregierung PiS stellte diese auf einer umfassenden Erinnerungskultur basierende Museumskonzeption in Frage. Die in diesem Zusammenhang von ihr angestrebte Zusammenlegung des Museums mit dem Westerplatte-Museum war Gegenstand eines Gerichtsverfahrens. Das Oberste Verwaltungsgericht gab am 5. April 2017 einer Klage des Kulturministeriums gegen das Museum in letzter Instanz statt. Laut Kulturminister Piotr Gliński sollte die Vereinigung beider Museen „sobald wie nur möglich“ erfolgen. Die Vereinigung wurde am 6. April 2017 vom Ministerium für Kultur und nationales Erbe bekanntgegeben und Karol Nawrocki übernahm tags darauf die Leitung vom fristlos gekündigten Machcewicz.
Paweł Machcewicz stellte sein Buch Muzeum (deutsch: Der umkämpfte Krieg. Das Museum des Zweiten Weltkriegs in Danzig. Entstehung und Streit. (2018)) im Jahr 2017 in Sopot vor.

## Der Museumsbau
Das Bauwerk wurde vom Architekturbüro Kwadrat in Gdynia entworfen, eine international besetzte Jury hatte sich für diesen Entwurf entschieden. Es ist ein etwa 40 Meter hoher, vierseitiger Kubus, der schräg aus dem Boden ragt. Eine der vier Flächen und die Oberseite ist verglast.
Die Konzeption soll Vergangenheit, Gegenwart und Zukunft widerspiegeln: Vergangenheit sind die unterirdischen Ausstellungsflächen, die offenen Flächen rund um das Museum symbolisieren die Gegenwart, der imposante Turm mit Büros und einem Café und Restaurant auf den beiden obersten Ebenen die Zukunft. Die eigentlichen Ausstellungsflächen von 5000 m² befinden sich auf dem untersten der unterirdischen Stockwerke. Bis August 2019 wurden das Café und das Restaurant nicht eröffnet, es besteht eine Cafeteria auf der Ausstellungs-Ebene -3.

### Lage
Das Museum entstand auf einem Gelände der Danziger Verkehrsbetriebe. Der Platz wurde nach dem Historiker Władysław Bartoszewski benannt, er liegt auf einer Landspitze zwischen Radaunekanal und Mottlau. Standort des Museums ist die Brabank (Stara Stocznia in Entsprechung und Übersetzung: Alte Werft) im Bezirk Stadtmitte. Auf Gewerbebrachen und ehemaligem Werftgelände entsteht hier ein neuer Stadtteil. Das Europäische Zentrum der Solidarność (ECS) ist nur einen Kilometer entfernt, das 1939 umkämpfte Polnische Postamt nur 200 m. Zwischen dem Touristenmagnet Rechtstadt und dem Museum liegen die Neustadt und das Wohngebiet Zamczysko (Schloss).

## Das Konzept

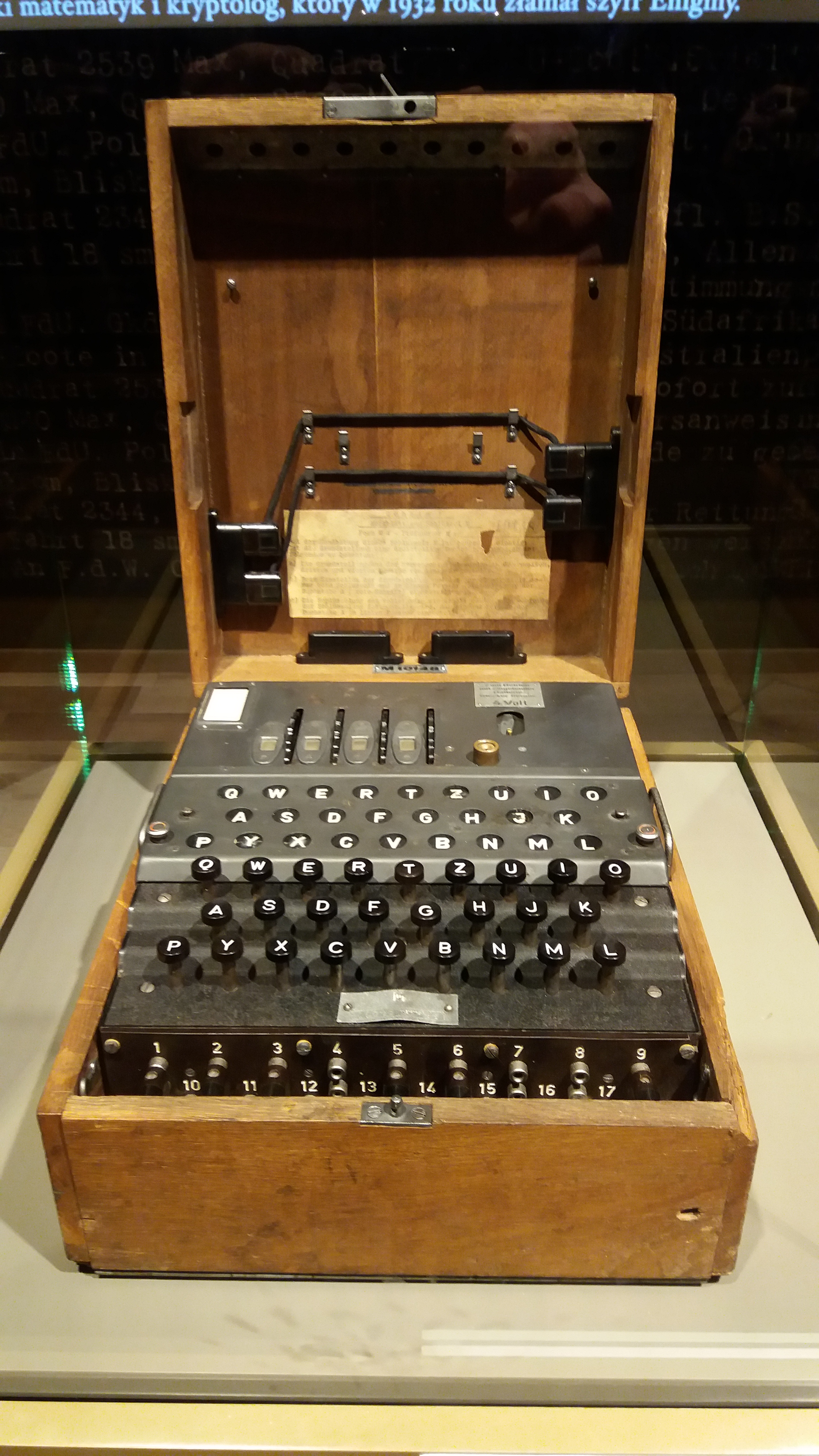
Dieses Chiffriergerät des Typs Enigma-M4, wie es von den U-Booten der deutschen Kriegsmarine eingesetzt wurde, gehört zu den Exponaten des Museums

Neben dem militärischen Widerstand soll das Leiden der polnischen Bevölkerung unter der Deutschen Besetzung Polens bis 1945 und der zeitweiligen Besatzung durch die Russen dokumentiert werden. Den etwa 5 Millionen getöteten Zivilisten, von denen etwa 3 Millionen Juden waren, stehen 200.000 militärische Opfer gegenüber. Auch die osteuropäischen Umwälzungen in den Kriegsjahren werden in Erinnerung gerufen. Parallelen zur Misshandlung von Zivilisten in anderem geschichtlichen Kontext, etwa Gräueltaten der Japaner in China oder ethnische Säuberungen in Kroatien, werden gezogen. Der Gründungsdirektor Paweł Machcewicz sagte hierzu: „[W]ir wollen ja kein Militärmuseum sein, sondern ein Museum des Zweiten Weltkriegs. Wir zeigen den Krieg aus der Perspektive der Zivilbevölkerung.“
Die Ausstellung zeigt neben der Verteidigung Polens 1939 auch den Widerstand gegen den Terror der deutschen Besatzer, die polnische Heimatarmee und deren geheimes Schulwesen; die Ernährungslage und die zerstörten Wohnungen werden thematisiert. Auch auf polnische Ausschreitungen wie das Massaker von Jedwabne 1941, bei dem Polen noch während der Angriffe der Deutschen etwa dreihundert ihrer jüdischen Nachbarn ermordeten, wird eingegangen. Das Museum klärt über die verschiedenen Aspekte des Weltkriegs auf, sammelt und präsentiert Zeitzeugnisse und soll zum Frieden in Europa motivieren.
Zur Jury, die über die eingereichten Entwürfe entschied, gehörten der Regisseur Andrzej Wajda, der Schriftsteller Stefan Chwin, der Architekt Daniel Libeskind und der US-amerikanische Historiker Andrew Nagorski. Nicht allein Historiker (oder Politiker) sollten über dieses Projekt entscheiden. „Historiker haben einen anderen Blick auf das Weltgeschehen“, sagte Tomasz Żuroch-Piechowski. „Sie setzen mehr auf das geschriebene Wort.“ Wichtig war es aber für die Jury „Bilder sprechen zu lassen.“

## Dauerausstellungen
- Geöffnet, auf Niveau -3

### Gliederung
- A: Europa zwischen den Weltkriegen
- B: Alltag in Krieg und Besatzungszeit
- 1: Entstehung und Ausbreitung des Totalitarismus
- 2: Frieden zu jedem Preis?
- 3: Es ist Krieg
- 4: Der Winterkrieg
- 5: Eine neue Art des Krieges
- 6: Erbarmungsloser Krieg
- 7: Besatzung und Kollaboration
- 8: Terror
- 9: Holocaust
- 10: Ethnische Säuberungen
- 11: Widerstand
- 12: Der Krieg über Geheimnisse
- 13: Alles für den Sieg
- 14: Die Alliierten in der Offensive
- 15: Der Krieg ist vorbei
- 16: Nach Kriegsende
- 17: Auf beiden Seiten des Eisernen Vorhangs
- 18: Vom Krieg zur Freiheit

- C: Kinderausstellung

(Stand: August 2019)

### Archäologische Ausstellung
- Geöffnet, im Turm

## Weitere Ausstellungen und Veranstaltungen

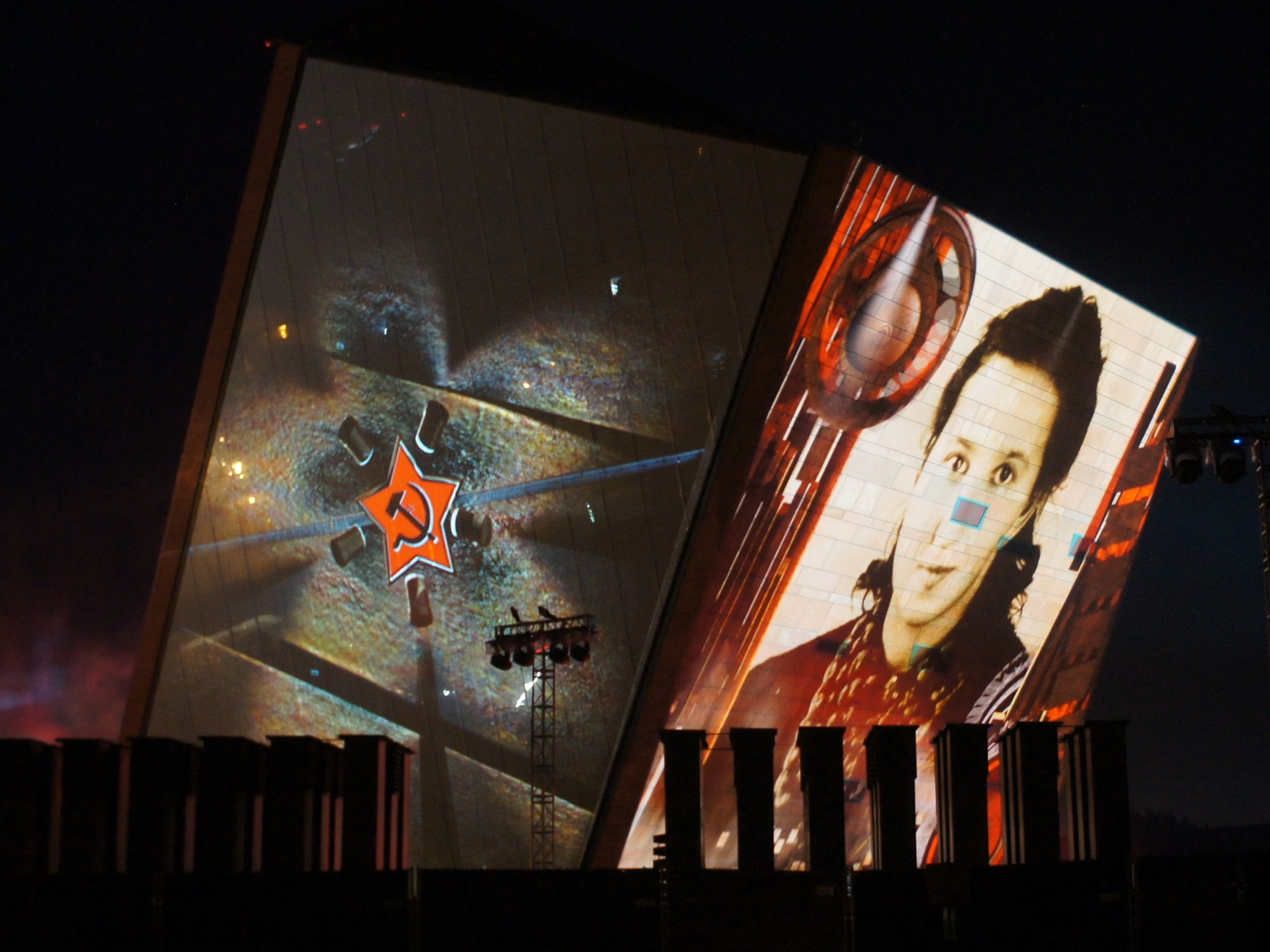
Poland: First to Fight (August 2019)

Das Weltkriegsmuseum hat auf der Westerplatte die Dauerausstellung: Ein Seebad, eine Bastion, ein Symbol eingerichtet und neue Schautafeln aufgestellt. Seit 2011 fanden verschiedene Sonderausstellungen u. a. im ECS und in der Johanniskirche, Museumstage und Veranstaltungen bei der Gedenkstätte Westerplatte statt.
Am 23. August 2019 wurde zum Jahrestag des Hitler-Stalin-Pakts die Multimediashow Poland: First to Fight aufgeführt. Neben der Projektion auf die Fensterfront und die Ostseite des Turms enthielt sie Bühnenelemente und wurde mit Scheinwerfern und künstlichem Rauch gestaltet. Bis zum 25. August erfolgten neun Aufführungen.

## Kritik
Eine Fotoschau mit dem Titel Nasi chłopcy (Unsere Jungs) im Sommer 2025 thematisierte die Zwangsrekrutierung polnischer Bürger für die Wehrmacht. Dies löste in Polen heftige Kritik aus. Der Staatspräsident Andrzej Duda bezeichnete dies als »moralische Provokation, wobei geschichtliche Tatsachen verdreht würden. Verteidigungsminister Władysław Kosiniak-Kamysz sagte, eine solche Darstellung diene der polnischen Erinnerungspolitik nicht. Das Kulturministerium widersprach dem Vorwurf der Geschichtsverfälschung.

### Links zur Kontroverse
- Video der Tagesschauredaktion zur Eröffnung (2 Min)
- Museum des Zweiten Weltkriegs in Danzig – Die polnische Rückwärts-Volte. In: www.deutschlandradiokultur.de vom 13. September 2016 (Ulrich Herbert im Gespräch mit Anke Schaefer)
- Stephan Stach: Jede Nation hat eben ihre eigene Wahrheit. In der FAZ vom 23. Mai 2016
- Hans Brandt: Das Museum des Anstosses. (tagesanzeiger.ch vom 13. Oktober 2016)
- Neal Ascherson: Danzig, Gdansk und die Vergangenheit In: www.monde-diplomatique.de, 8. Dezember 2017: „Ein Besuch im neuen Museum des Zweiten Weltkriegs, das der polnischen Regierung nicht passt“